# Eublemma albidior
Eublemma albidior is een vlinder van de familie van de spinneruilen (Erebidae). De wetenschappelijke naam van deze soort is voor het eerst voorgesteld door Lionel Walter Rothschild in een publicatie uit 1915.
De soort komt voor in Algerije en Soedan.